# Riec-sur-Belon
Riec-sur-Belon är en kommun i departementet Finistère i regionen Bretagne i västra Frankrike. Kommunen ligger i kantonen Pont-Aven som tillhör arrondissementet Quimper. År 2022 hade Riec-sur-Belon 4 374 invånare.

## Befolkningsutveckling
Antalet invånare i kommunen Riec-sur-Belon
Referens:INSEE